# Suisse 4
 (avril 2024).
Si vous disposez d'ouvrages ou d'articles de référence ou si vous connaissez des sites web de qualité traitant du thème abordé ici, merci de compléter l'article en donnant les références utiles à sa vérifiabilité et en les liant à la section « Notes et références ».
Suisse 4 (Suisse 4, Schweiz 4, Svizzera 4, Svizra 4) fut une chaîne de télévision suisse créée en 1993 sous le nom de S Plus, renommée Suisse 4 en 1er mars 1995 et disparue 2 ans et 6 mois plus tard, le 1er septembre 1997, laissant place à SRF Zwei, RTS 2 et RSI La 2.

## Histoire de la chaîne
Sous le nom de S Plus, la chaîne diffusait uniquement en suisse allemand, alors qu'après le changement de nom, Suisse 4 diffusait un programme distinct pour chaque région linguistique dans la langue de celles-ci, à savoir en français, allemand, italien et reprenait des émissions en romanche.
Lors du lancement de la chaîne au niveau national, une montgolfière en forme de 4 aux couleurs de la chaîne survola toute la Suisse.[réf. nécessaire]

## Émissions
Suisse 4, programmait principalement Euronews pendant la matinée. Dans l'après-midi, l'émission Swissview, constituée de prises de vues aériennes en hélicoptère survolant toute la Suisse, a été le programme le plus régulier de la chaîne pendant les trois ans de son existence. Petit à petit, le programme s'est diversifié pour reprendre des séries, mais principalement des émissions culturelles et sportives ainsi que des films et des documentaires pendant la soirée. Le programme de Suisse 4 était assez proche de celui de la dernière chaîne publique suisse, HD Suisse.
L’identité graphique de Suisse 4 était constituée de photographies aériennes prises par un hélicoptère au moyen d’une montgolfière spéciale qui survolait la campagne suisse. Le ballon spécial, haut de 50 mètres, avait la forme d’un quatre. Pour ces photographies aériennes, Marco Fumasoli a eu l’idée de photographier la Suisse en vol à basse altitude. C’est ainsi qu’est né le programme Swissview.
Parmi les propres productions de la chaîne, l'émission sur la  politique fédérale Place fédérale fut une première expérience de rédaction trilingue, située à Berne, près du Palais fédéral. On y comptait notamment les journalistes polyglottes suivants : Massimo Isotta, Nicolas Rossé, Raphaël Engel, Anne-Lise von Bergen, Georges Gandola...

## Diffusion
Alors que S Plus est diffusée en hertzien uniquement à travers la Suisse allemande mais est aussi reçue dans les zones romandes sur le Röstigraben, l'arrivée de Suisse 4 organisa un nouveau canal hertzien afin de diffuser un signal spécifique à chaque région linguistique.